# Mercenaries 2: World in Flames
Mercenaries 2: World In Flames (с англ. — «Наемники 2: Мир В Огне») — компьютерная игра в жанре шутер от третьего лица с открытым миром, где действие происходит в беллетризированной войной Венесуэле. Игра является продолжением первой части Mercenaries Playground of destruction, вышедшей 11 апреля 2005 года на платформах Playstation 2 и Xbox.

## Сюжет
Действие игры происходит в Венесуэле. Вас нанимает Рамон Солано, венесуэльский миллиардер, чтобы отыскать генерала Кармону, который находится в плену в старой колониальной крепости на острове у побережья после неудачной попытки государственного переворота. Игрок, используя оружие и авиаудары, штурмует крепость и спасает Кармону. Но сразу после выполнения задания Солано пытается убить наёмника, чтобы не платить за работу, и убедиться, что никто не вмешается в его планы. Наёмнику удается скрыться, несмотря на полученное напоследок ранение в ягодичную мышцу. Главный герой начинает разрабатывать план мести.
После второго успешного государственного переворота, Солано выбран как «гражданский лидер военного правительства». Солано делает попытки захватить контроль над нефтью страны, которая добывается компанией под названием Universal Petroleum (UP). Ожесточенные бои идут между наемниками UP и венесуэльской армией (VZ). После получения контроля над виллой Солано, игрок создает свою частную военную компанию (PMC) и помогает другим группировкам в обмен на деньги и информацию о Солано. Это включает в себя захват форпостов, уничтожение ключевых персон VZ, уничтожение ключевых структур, и другая работа, которая силам других фракций не по плечу.
Наемник получает контракт от главы UP, доктора Лоррейн Рубин, чтобы спасти высокопоставленного члена UP, которого солдаты VZ держат где-то в городе Маракайбо. В конце концов, наемник находит его в бронированном фургоне на одной из главных улиц в городе.
Его следующий контракт включает в себя защиту финансового директора UP, в настоящее время управляющего нефтеперерабатывающим заводом. Завод должен был быть эвакуирован из-за «национализации» устроенной Солано, целью которой было установление контроля над добычей нефти. Финансовый директор остался там для того, чтобы уничтожить секретные документы. Наемник защищает финансового директора, пока тот уничтожает документы, но прежде чем они успели скрыться завод был захвачен VZ. Во время разговора в машине на обратном пути в Маракайбо, финансовый директор, говорит что UP не обманывает страну позволяя ей добывать нефть практически бесплатно, а что они на самом деле обманули страну в оплате за права на добычу нефти.
После их возвращения, Рубин дает наемнику время встречи Солано и Бланко, но не знает место её проведения. Примерно в это же время, игрок может начать сотрудничество с фракцией ямайских контрабандистов, занимающихся пиратством и действующих на островах в северной части озера Маракайбо. Участие в сюжетной линии Пиратов не изменяет геймплей и Пираты предлагают только небольшие контракты за выполнение которых награждают деньгами. Нет основных контрактов поставляемых лидером Пиратов, что делает их полезными только для их превосходство Северной части озера Маракайбо.
Наемник встречается с PLAV (Народно-Освободительной Армии Венесуэлы), группа партизан намерена вернуть страну назад к гражданскому Правлению. Фракция опирается на Китай, который рассчитывают на получение права на нефть. Лидер, Марселла Акоста, предлагает наемнику некоторые контракты в обмен на информацию, в том числе взятие города Мерида с венесуэльской армии. После нескольких контрактов, Марселла легко рассказывает наемнику, что она знает о месте встречи Солано и Бланко и предлагает окончательного контракт уничтожить нефтяную платформу на которой будет встреча и проверить Бланко.
После проверки Бланко и разрушения уничтожения нефтяной платформы, игрок узнает, что Солано скрывается в бункере в Angel Falls и пытается уничтожить его, чего у него не получается. Вскоре после этого, игрок вынужден защищать свою собственную штаб-квартиру от Кармона и VZ войск. После отражении атаки и проверки Кармона, выясняется, что тонущая нефтяная платформа вызвала международный резонанс. И как ожидает Кармон, большие силы во главе с войсками Союза Наций (имитация в игре ООН) и Народной Республики Китай вторгнутся в страну. Якобы по поддержанию мира и национального восстановления силы для разоренных войной странах (как видно в Северной Корее), но игрок считает, что в центре операции агент ЦРУ по имени Джойс, которой было приказано обеспечить поставки нефти, когда стало ясно, что их союзники, Universal Petroleum, не смог этого сделать. Китайская армия вторглась, когда стало ясно, что PLAV только хотел остановить Бланко и Кармона по личным причинам, а не свержение нового правительства. Обе фракции бьются за контроль над Каракасом, столицей Венесуэлы, и поставку нефти.

## Сюжетная линия китайцев
Китай вторгается в Венесуэлу, чтобы получить ещё один источник нефти для удовлетворения растущего спроса. Китайцы берут под свой контроль о. Маргарита, в Северо-Восточной части карты, и окраины Союзников, контролирующих Каракас.
Вскоре после этого, фракция платит наемнику, чтобы занять различные форпосты по всему городу. После этого они встречаются с генералом Пэн, который был назначен после его успешной кампании в Северной Корее. Пэн рад, что наемник вернулся, и предлагает ему ряд контрактов в обмен на ядерное оружие. Союзники удерживают в заложниках китайского солдата в центре Кумана. В досаде Пэн приказал остановить операцию, пока солдат в сохранности. Пэн говорит наемнику, что в свой первый контракт, он должен спасти солдата, и бонус, уничтожить три ключевых здания в городе, контролируемые Союзниками. Затем китайцы займут город сами. Второй контракт — обеспечение нефти для Китая
путём искоренения Universal Petroleum путём:
- Уничтожение моста генерала Кармона, связывающий Маракайбо в Каракас и большую часть сил;
- Уничтожение штаб-квартиры Universal Petroleum в Маракайбо;
- Уничтожение завода Universal Petroleum по переработке нефти, что делает его бесполезным;

Наемник выполняет задания, оставив после себя только руины.
Пэн предлагает игроку его последний контракт, помочь передовым китайским войскам в нападение на Каракас и убить агента ЦРУ Джойса в штабе американцев. Уничтожив ключевые здания американцев, наемник в конце концов попадает в штаб американцев и убивает Джойса. В Каракасе наемник встречается с Пэном, который передает наемнику ядерную бомбу. Разговор наемника и Пэна прерывается взрывом ядерной бомбы, которая уничтожила китайский штаб. Вскоре Солано объявил по телевидению, что если китайские войска не покинут страну, то разрушений будет больше. Пэн приказал своим войскам покинуть Венесуэлу и пожелал наемнику удачи с его последним делом.

## Концовка
Игрок возвращается к бункеру Солано, с целью во второй раз попробовать разрушить его. После прорыва через охрану, игрок использует бетонобойную ядерную бомбу, чтобы взорвать бункер. Солано почти сбежал из разрушенного бункера в вертолете, но наемник успевает захватить убив пилота. Наемник целится в Солано, который просит оставить его в живых. Далее в зависимости от действий игрока: наемник стреляет в Солано и убивает его.

## Персонажи
В «Mercenaries 2» есть три игровых персонажа: Дженнифер Муи, Кристофер Джейкобс, Маттиас Нильсон, только один из выбранных персонажей будет послан в район боевых действий в начале игры.
Маттиас Нильсен - самый выносливый наемник(здоровье восстанавливается быстрее). Изначально служил в ВМС Швеции артиллеристом, позже присоединился к Лапландскому полку рейнджеров, широко известному как Арктические рейнджеры. Вскоре после этого он присоединился к банде байкеров, известных как Wolfpack Brotherhood MC. Впоследствии был схвачен шведскими властями, и при транспортировке в тюрьму сбежал, после чего, покинув страну, стал наемником. Умеет говорить на русском языке.

Крис Джейкобс — самый сильный наёмник(может переносить больше боеприпасов). Служил в Delta Force США. Дослужился до командира части. Провел множество опасных операций в Ираке, Афганистане и Дарфуре. Во время одной из совместных операций с британскими SAS, стал свидетелем того, как высшие чины саботировали миссию из личной выгоды, что повлекло потери среди личного состава. После этих событий ушёл из войск и стал наёмником.

Дженифер Муи — самая быстрая наёмница (бегает быстрее всех). Муи родилась в Гонконге, Китай, в семье британского культурного атташе и китайского дипломата. Её родители развелись, когда ей было двенадцать лет. Муи переехала в Великобританию со своей матерью, а её отец остался в Гонконге. После окончания университета, вступила в ряды вооруженных сил Её Величества, в десантные войска. Затем перевелась в SAS. Именно в это время, ею заинтересовались МИ-6. Хотя Дженнифер наслаждалась своей работой, она была недовольна своими доходами. Оставила МИ-6 и стала наемником, где её опыт шпионажа предоставил ей высокий спрос.

## Союзники игрока
Иван Дэвлин — пилот вертолёта из Ирландии. Был наемным пилотом в Ираке и Дарфуре, позже согласился работать на Universal Petroleum. Во время совместной операции с игроком понимает, что здесь подобные " прогулки на свежем воздухе " у него будут редко, поэтому соглашается присоединиться к вашей группе. Далее даёт информацию о лучшем механике Венесуэлы — Еве Наваро. Иван спокоен, но может выглядеть ленивым время от времени. Имеет личные вертолёты: Транспорт кастро (вертолёт для перевозки предметов), Нефритовый ветер (доставка транспорта игроку), Счастливая Лэди (боевой вертолёт, с перевозимостью 7 человек). Поселяется на верхнем этаже виллы Солано.
Ева Наваро — военный механик Вэнесуэлы. Имела крупный автосервис, пока Солано не закрыл его. Игрок узнает о ней после разговора с Иваном. Когда персонаж приходит к ней в дом, она соглашается присоединиться к вашей группе, после того, как вы проведёте тест-драйв пикапа с гидравлической подвеской. Ева отличный механик и инженер, что позволяет делать заказы на машины и установку деталей которые можно найти в игре (всего 100). Рассказывает о пилоте истребителя Мише Миланиче. Поселяется в гараже виллы Солано.
Миша Миланич — русский пилот. О нём герою рассказывает Ева в одной из своих реплик. Выслушав Еву, наемник отправляется на один из островов пиратов и находит его в стельку пьяным. Пилот работал в Венесуэльской армии, пока не сбросил бомбу в неправильном месте. Миша заключил сделку с наемником: он ему помогает избавиться от его лейтенанта, а он будет работать на них. Когда он все сделает, Миша переедет на виллу и будет жить рядом с Иваном Девлином. С Мишей можно заключать пари. Имеет МиГ-27.

## Загружаемый контент
30 сентября 2008 года Pandemic Studios объявила, что они работают над свободным патчем под названием «Total Payback», который добавляет шесть новых персонажей, межрегиональный кооператив и читы. Патч должны были выпустить 13 октября на Xbox Live, но выход перенесли на 23 октября, но вновь дату выхода отложили, уже до 31 октября. Патч был выпущен 23 октября для PS3 и 31 октября для Xbox 360.
12 декабря 2008 DLC пакет «Blow It Up Again» был выпущен для скачивания на PlayStation Store. позже DLC пакет «Blow It Up Again» был выпущен и на Xbox Live. Сначала он был бесплатным, но потом цену на него подняли до $ 1,99. Помимо этого, на форуме Pandemic Studios, пользователи жаловались на невозможность свободно перемещаться в новые области игрового мира.
Патч «Total Payback» и пакет данных «Blow It Up Again» не были выпущены для версии Windows.

## Оценки
| Сводный рейтинг | Сводный рейтинг | Сводный рейтинг | Сводный рейтинг |
| Издание         | Оценка          | Оценка          | Оценка          |
| Издание         | PC              | PS3             | Xbox 360        |
| --------------- | --------------- | --------------- | --------------- |
| GameRankings    | 69,92 %         | 73,01 %         | 72,04 %         |
| Metacritic      | N/A             | N/A             | 72/100          |